# Arnold Bode
Arnold Bode (* 23. Dezember 1900 in Kassel; † 3. Oktober 1977 ebenda) war ein deutscher Maler, Zeichner, Raumkünstler, Kurator, Hochschullehrer und Kunstpädagoge.
Bode ist der Begründer der documenta – Weltausstellung der zeitgenössischen Kunst in Kassel.
„... wir meinen aber, man könnte etwas neues versuchen“ (Arnold Bode 1964)

## Leben

### 1900–1933
Bode war der älteste von vier Söhnen von Johanna und Nikolaus Bode. Seine Eltern stammten ursprünglich aus dem Eichsfeld und betrieben in der Kasseler Nordstadt einen Zimmereibetrieb, der sich auf Innenausbau spezialisiert hatte.
Bode besuchte von 1907 bis 1911 die Volksschule und ab 1911 das Gymnasium (die ehemalige Oberrealschule II in Kassel). 1918 wurde er siebzehnjährig zum Militär eingezogen. Mit dem Ende des Ersten Weltkriegs endete auch Bodes Militärzeit.
Von 1919 bis 1924 studierte Bode Malerei und Grafik an der Kunstakademie in Kassel. Er beendete sein Studium als „Meisterschüler für freie Wandmalerei und Raumgestaltung“ 1924 mit der Staatsprüfung zum Zeichenlehrer. Seine Brüder Theo (* 1905) und Paul Bode (1903–1978) wurden Architekten und betrieben gemeinsam ein Architekturbüro in Kassel. Bodes jüngster Bruder Egon wurde Bauingenieur und Zimmermeister, er stieg ab 1936 als Teilhaber, in den väterlichen Betrieb ein.
1925 unternahm Bode eine Studienreise nach Frankreich und schulte seine Zeichnerei in den Museen von Paris, Bandol und in Südfrankreich. Im selben Jahr gründete er die Kasseler Sezession und die Künstlergruppe Die fünf mit. Mit dieser Gruppe organisierte er einige internationale Kunstausstellungen in den Jahren 1922, 1925, 1927 und 1929 im Kasseler Orangerieschloss.
1926 richtete sich Bode ein eigenes Atelier im Haus seiner Eltern ein, arbeitete als freier Maler und Zeichner und gab Malunterricht.
1929 trat er in die SPD ein. Zeit seines Lebens blieb er „Sozialdemokrat mit Leib und Seele“.
1930 heiratete Bode Marie-Louise Kaufmann, die 1908 geboren wurde und aus Zabern im Elsaß stammt. Für Bode und alle ihre Freunde hieß sie nur „Marlou“.
1930 erfolgte seine Berufung als Dozent an das Städtische Werklehrer-Seminar in Berlin. Er unterrichtete dort in der Vorlehre Fläche-Raum-Farbe-Schwarz-Weiß. 1931 wurde Bode stellvertretender Direktor des Seminars. Er bezog mit Marlou eine Wohnung in der Berliner Siedlung Onkel Toms Hütte am Grunewald. 1932 wurde die Tochter Eva Renée Nele geboren. Von 1932 bis 1935 war Bode Mitglied der Berliner Secession.
Am 1. Mai 1933 wurde Bode wegen seiner politischen Überzeugung und seiner progressiven Lehrmethoden vom nationalsozialistischen Regime aus seinem Amt entfernt. Er war ordentliches Mitglied des Deutschen Künstlerbundes (DKB) und nahm als solches noch 1936 an der letzten DKB-Jahresausstellung im Hamburger Kunstverein teil, bevor diese nach zehn Tagen zwangsgeschlossen wurde. Danach erhielt er Berufsverbot als Künstler, da seine Kunst als „entartet“ galt.

### 1934–1945
1934 zog die Familie Bode nach Kassel zurück. Fortan arbeitete Bode im „Dunkeln“, wie er selbst schrieb. Er plante im Architekturbüro seiner Brüder anonym an einigen Projekten mit, auch entwarf er Möbel unter anderem Namen und verkaufte sie.
1937 wurde sein Sohn Peter geboren. Bode besuchte Paris und betrachtete Pablo Picassos Bild Guernica im Barcelona-Pavillon der Weltausstellung. Aus diesem Werk schöpfte er neuen Mut und bezeichnete es als „Signal für alle Widerstandskämpfer“. Während einer Reise nach Genf brach der Zweite Weltkrieg aus und die Verwaltung zog ihn zum Kriegsdienst ein. Aufgrund seiner Ausbildung wurde er zum Bau von Soldatenunterkünften eingesetzt.
1945 notierte Bode zum Ende des Kriegs und Zusammenbruch des faschistischen Regimes: „Die Nazi-Verbrecher sind vernichtet.“ In der Nähe von Tittmoning bei Salzburg geriet Bode in amerikanische Kriegsgefangenschaft. Nach seiner Entlassung ging er zu Fuß nach Kassel zurück. Seine Familie war inzwischen nach Grebenstein evakuiert worden.

### 1945–1977
Nach dem Zweiten Weltkrieg wurde Bode zum Vorsitzenden der Hessischen Sezession (1946–1948) gewählt. 1948 gründete Bode mit seinen Kasseler Künstlerfreunden aus den 1920er Jahren die Kasseler Kunstakademie neu, die 1932 geschlossen worden war.
In der Ruinenlandschaft der fast völlig zerstörten ehemaligen Residenzstadt entwickelte Bode Pläne für eine große internationale Kunstausstellung begleitend zur Bundesgartenschau im Jahr 1955. „Ich musste aus Kassel etwas machen, um nicht unterzugehen“. Er gründete mit Freunden und Künstlerkollegen die Gesellschaft Abendländische Kunst des XX. Jahrhunderts und schaffte es, genügend öffentliche Gelder und Unterstützung für das ehrgeizige Projekt zu organisieren.
Bodes Intention war es, an die internationale Kunst anzuknüpfen und den Nachholbedarf Deutschlands für die „verlorenen Jahre“ des Nationalsozialismus zu befriedigen. Die documenta fand vom 15. Juli bis 18. September 1955 parallel zur Bundesgartenschau in Kassel statt und wurde ein riesiger Erfolg. „Wir waren der Meinung, etwas sagen zu müssen zu den verlorenen Jahren 1933-1945: Erfahrungen und Erinnerungen an die zwanziger Jahre, an die Kunststadt Paris, an Rom, an London, an das Bauhaus, an die Lehrjahre in Kassel, an die Arbeitsjahre in Berlin.“ (Arnold Bode 1972)
Bode gelang es, die documenta zur bedeutendsten internationalen Ausstellung zeitgenössischer Kunst zu institutionalisieren. Von 1959 bis 1964 war er alleiniger Ausstellungsleiter der documenta II und documenta III. 1968 wurde ihm zur 4. documenta ein 23-köpfiger documenta-Rat zur Seite gestellt, dessen (nur noch) gleichberechtigtes Mitglied er war. 1972 und 1977 gehörte Bode der documenta-Arbeitsgruppe (documenta 5) und dem documenta-Komitee (documenta 6) an.
Bode malte und zeichnete, war als Kunstlehrer an der Werkkunstschule tätig und entwarf vor allem in den 1950er Jahren Möbel und Messestände. Er blieb ein Leben lang Visionär und Aktivist. Er überraschte seine Umgebung und die Politik und Verwaltung von Kassel mit immer neuen Ideen, Verbesserungsvorschlägen und Gestaltungsanregungen künstlerischer, architektonischer und stadtplanerischer Art.
„Wir sollten morgen beginnen ...“ (Bode 1977)

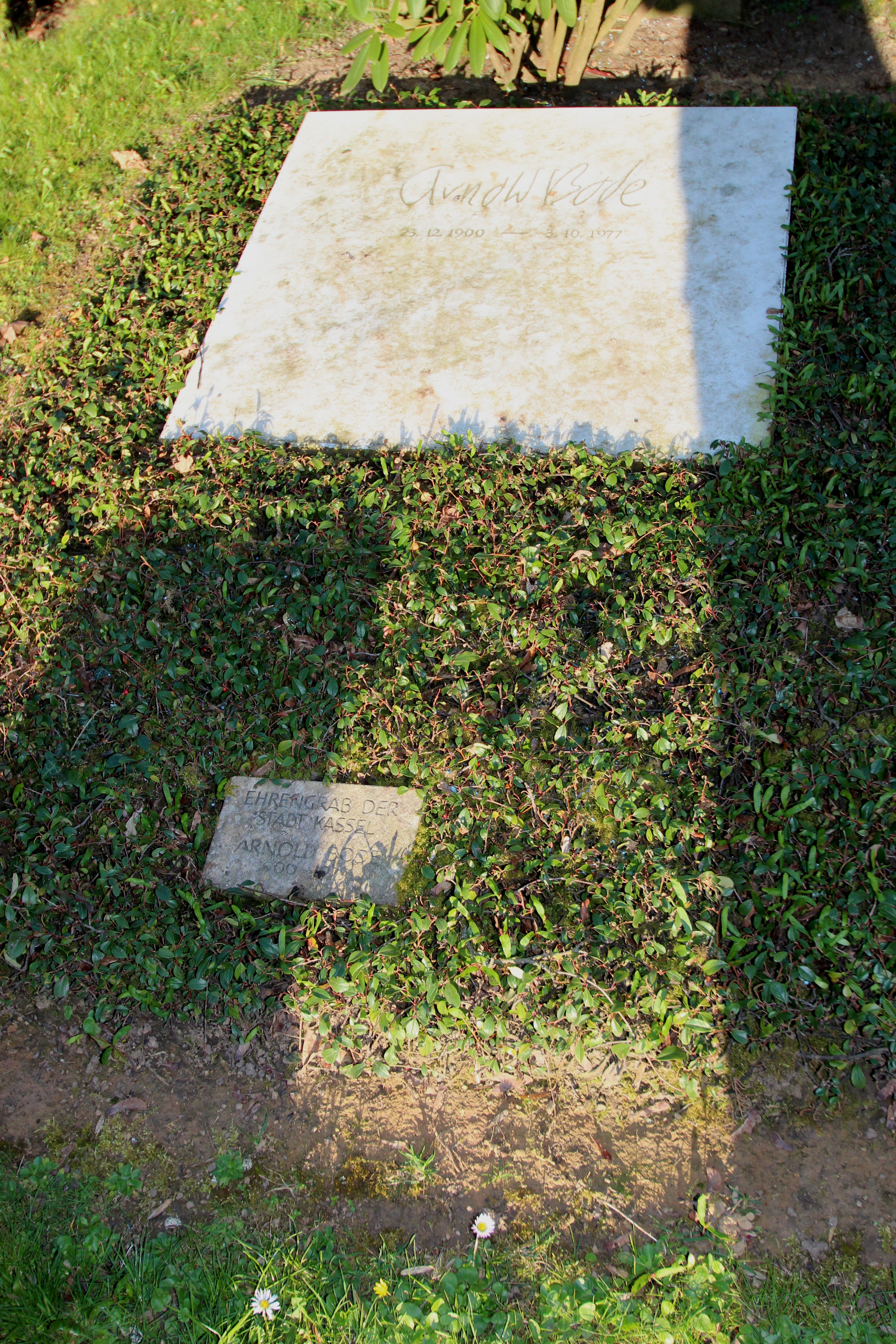
Grab von Arnold Bode auf dem Kasseler Hauptfriedhof

Arnold Bode starb am 3. Oktober 1977, einen Tag nach dem Ende der sechsten documenta in seiner Heimatstadt Kassel.

## Künstler und Gestalter
Obwohl Bode hauptsächlich als Kurator, Hochschullehrer und Raumgestalter bekannt ist, hat er, so es seine Zeit zuließ, beständig als Maler und Zeichner gewirkt. Von seinem Frühwerk ist leider fast nichts mehr erhalten, da nahezu sein gesamtes künstlerisches Archiv mitsamt seiner Wohnung bei einem Bombenangriff 1944 verbrannte.

### Malerei
Bode, der mit der documenta dazu beitrug, der abstrakten Kunst den Weg zu ebnen, hat selbst im Stil des lyrischen Realismus gemalt. Neben wenigen Stillleben und Studien von Menschen und Figuren ist sein Haupt-Sujet die Landschaft. Vor allem in den fünfziger und sechziger Jahren malte er – meist großformatige – Bilder von Landschaften und Landschaftsausschnitten, die, häufig im Grundton dunkel gehalten, eine geheimnisvolle Ausstrahlung haben.

### Grafik
Auch das grafische Werk Bodes bewegt sich hauptsächlich im Bereich der Landschaftsdarstellung. Unter Verwendung verschiedener Techniken wie Radierungen, Holzschnitte, Bleistift- und Tuschezeichnungen, Gouachen und Mischtechniken hat er landschaftliche Eindrücke aus Frankreich, Italien und Nordhessen im Bild festgehalten.

### Zeichnungen
Das Zeichnen war im Lebenswerk von Bode die bedeutendere Ausdrucksform. Er hat die Zeichnungen benutzt, um seine Gedanken, Ideen und Visionen zu Papier zu bringen und sie seiner Umgebung zu veranschaulichen. Alle Projekte und Anregungen wurden zeichnerisch vorbereitend zu Papier gebracht und mit schriftlichen Anmerkungen und Hinweisen versehen. Seine zeichnerische Hinterlassenschaft umfasst neben rein künstlerischen Zeichnungen auch seine utopischen Entwürfe, unzählige Projektskizzen und die zahllosen Papiere der zeichnerischen Vorbereitung der Organisation und Planung der documenta-Ausstellungen.

### Raumgestaltung und Möbeldesign
Bode hat vor allem in den 1950er Jahren als Raumgestalter und Möbeldesigner gewirkt. Seine Herkunft, vor dem Hintergrund des elterlichen Zimmereibetriebs, hat ihm dabei sicher geholfen. Seine Entwürfe von Messeständen für verschiedene Firmen einschließlich des Mobiliars sind von zeitloser Eleganz. Seine Sitzmöbel, Schalensessel und Stühle sind Anfang an der organischen Formgebung orientiert und zeigen auf, dass Bode einen guten Instinkt für das technisch und gestalterisch Neue und Machbare hatte.
Bode entwarf Tapeten, wirkte beratend bei dem Entwurf von Porzellandekor und unterstützte seine Brüder in der Zeit seines Berufsverbots während des Nationalsozialismus mit Innenraum-Entwürfen für Gaststätten und andere Gebäude.
Sein besonders ausgeprägtes Talent lag im Bereich der Raumgestaltung und erlebte mit der Gestaltung der Ausstellungsräume zur documenta 1 seinen Höhepunkt. 1970 gestaltete er die Ausstellung über Frans Masereel in der Wandelhalle der Frankfurter Paulskirche in Frankfurt am Main.

## Die documenta
Bode gilt als Erfinder der documenta, obschon sie niemals sein alleiniges Werk war. Ganz sicher war er ihr Impuls- und Ideengeber, Visionär und Hauptmotor als ihr künstlerischer Leiter von 1955 bis 1968. Zur documenta 5 1972 fand ein Generationenwechsel zu Harald Szeemann statt.

### Erste documenta
Die erste documenta 1955, die Bode mit der kunsthistorischen Unterstützung von Werner Haftmann inszenierte, wird noch heute als Glanzstück zukunftsweisender und innovativer Raum- und Ausstellungsgestaltung beschrieben. Bode war nicht nur Ausstellungsleiter, sondern hat vor allem die Räume in der Ruine des Fridericianums glanzvoll inszeniert. Mit schwarzen und weißen raumhohen Plastikplanen, Heraklith-Verkleidungen und weißgekalkten, unverputzten Ziegelwänden und den ausgesucht drapierten und beleuchteten Bildern und Skulpturen hat Bode sein Meisterwerk abgeliefert.
„Wir müssten doch mal aufblenden wo wir heute mit der Kunst stehen. Ja wo denn, sagte der (Anmerkung: der Oberbürgermeister der Stadt Kassel), macht man eben welche rein, sagte ich ...“

### documenta II
Die Vermutung, dass Bode von Beginn an geplant hatte, die documenta als Ausstellungsreihe von internationalem Rang zu platzieren, wird als sehr wahrscheinlich angesehen. Nach dem Erfolg der ersten konnte Bode 1959 die documenta II veranstalten. Unumstritten als Ausstellungsleiter, erweiterte er diese zweite große Ausstellung um eine weitere Ruine: die Orangerie mit der Skulpturenausstellung vor weißgekalkten, gemauerten Wänden halb im Außenbereich war wiederum eine großartige Raum- und Ausstellungsinszenierung Arnold Bodes.
„... war wieder eine großartige Ruine da, und damit die Chance, dass Plastik in der Landschaft nur dann erträglich ist, wenn man dahinter die berühmte weiße Wand baut.“

### documenta III
Nach Streit um Kompetenzen und Einfluss ging die documenta III 1964, ein Jahr später als geplant, an den Start. Wieder war Arnold Bode Ausstellungsleiter. Seinen ganz persönlichen Stempel setzte er besonders an zwei Stellen. Die Deckeninszenierung mit drei Bildern von Ernst Wilhelm Nay (der musste erst überzeugt werden) und der Abteilung Licht und Bewegung, die Bode im Alleingang und lange ohne Kenntnis der anderen Verantwortlichen organisierte, und die als bahnbrechend galt. Die dritte documenta war die letzte mit Arnold Bode als unumstrittenen Hauptverantwortlichen.
„Ich möchte die documenta III das ‚Museum der 100 Tage‘ in Kassel nennen.“

### 4. documenta
Die 4. documenta 1968 erlebte Bode nur noch als Mitglied eines 24-köpfigen documenta-Rates. Das Organisationskomitee zeigte ihm damit, dass man ihm kein Verständnis für die damaligen, aktuellen Kunstrichtungen wie Pop Art und Minimalismus zutraute. Trotzdem – ohne ihn ging es nicht. Sein sehr persönlicher Beitrag war die Fortsetzung seiner documenta-III-Abteilung Licht und Bewegung, diesmal als Ambiente. Sein gestalterischer Anspruch als Raumkünstler war ungebrochen.
„Ihr Schicksal, ihren Erfolg bestimmen die anderen ...“

### documenta 5
Die documenta 5 fand 1972 weitgehend ohne den Einfluss von Bode statt. Harald Szeemann inszenierte die wichtige Ausstellung, Bode war Teil der documenta-Arbeitsgruppe, dennoch nicht ganz ohne Einfluss: Ein Werk, das Bode partout vertreten sehen wollte, konnte auch Szeemann nicht verhindern, die Installation Five Car Stud von Edward & Nancy Kienholz. Dafür organisierte Bode eine eigene Finanzierung – gegen den Willen von Szeemann. Bei allen offensichtlichen Generationskonflikten: Bode war und blieb der „Übervater“ der documenta.
„Also. Ich war zuerst sehr skeptisch ...“

### documenta 6
Die letzte, die documenta 6 von 1977, die noch zu Bodes Lebzeiten stattfand, wurde gänzlich ohne seinen Einfluss durchgeführt. Bode versuchte noch einmal, visionäre Projekte zu platzieren, wie das Oktogon-Projekt am Herkules – doch ohne Erfolg. Auch seine Idee der documenta urbana – die Verknüpfung von Kunst mit Architektur und Städtebau – erlebte Bode nicht mehr; sie wurde erst 1982 im Rahmen der documenta 7 verwirklicht.
„Die Documenta 7 – im Jahr 1981. Ja ich träume, daß ich dann noch als Zuschauer dabei sein kann!“ schreibt Bode im Vorwort zum Katalog der documenta 6.
Bode überlebte diese – für ihn letzte – documenta 6 nur um einen Tag. Seine Visionen und Ideen leben weiter und wurden und werden realisiert.

## Nachlass und Vermächtnis

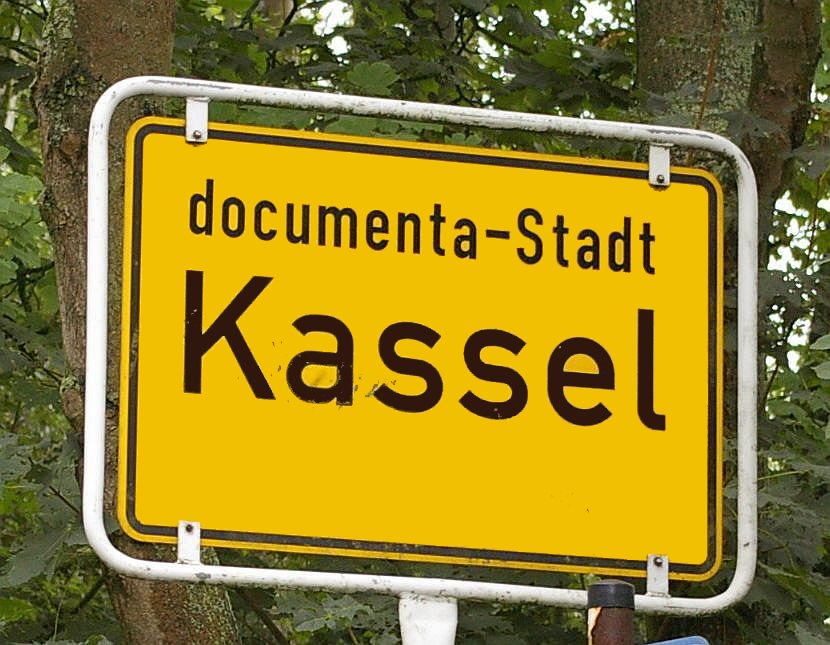
Ortsschild von Kassel

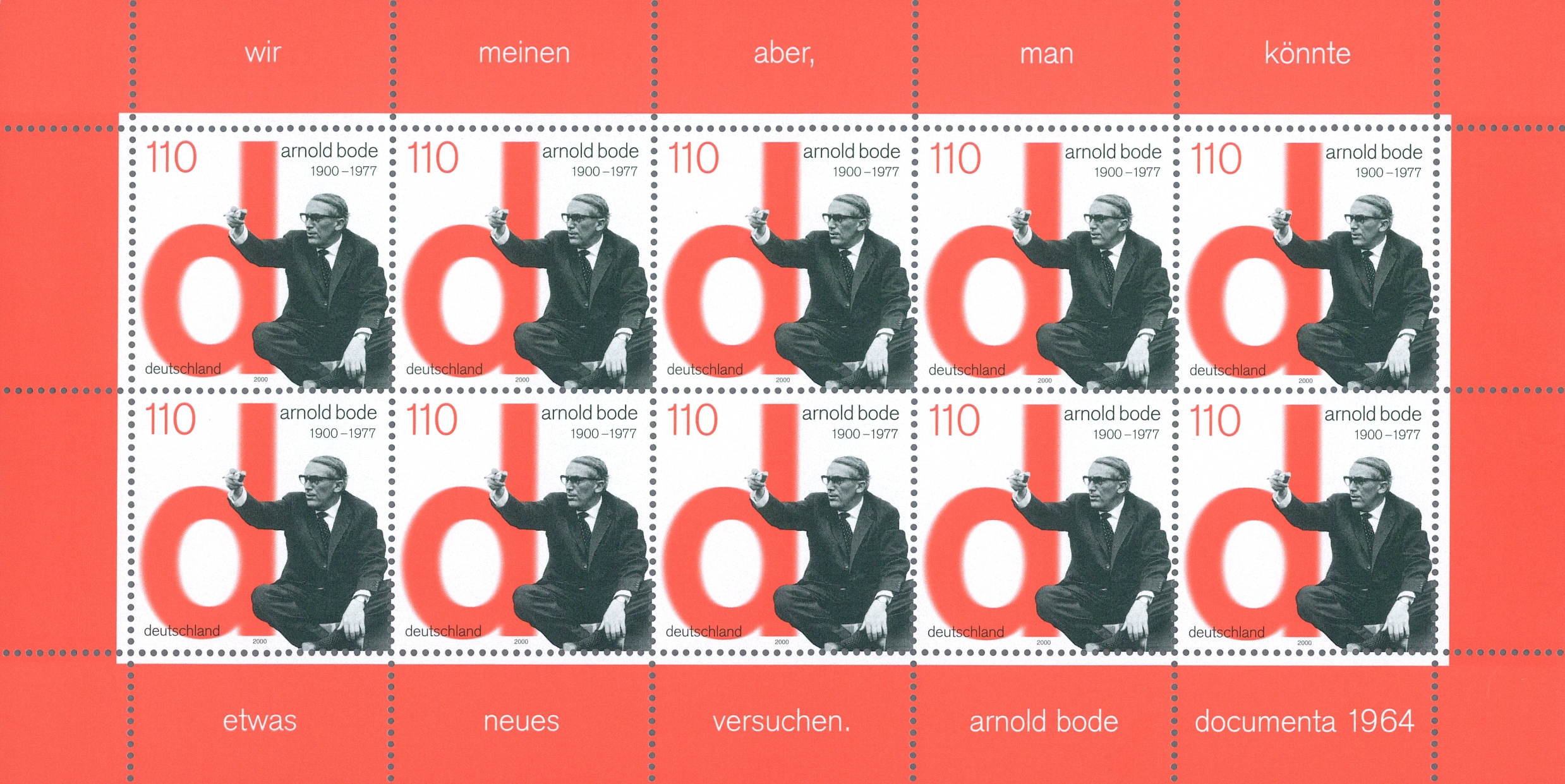
Arnold Bode Briefmarkenblock

Arnold Bodes umfangreicher Nachlass befindet sich im documenta archiv Kassel. Viele Zeichnungen, Grafiken und Gemälde gehören zum Bestand der Staatlichen Museen Kassel, der Kasseler Sparkasse und Sparkassenstiftung und der Arnold-Bode-Stiftung im documenta archiv Kassel.
Bode hat mit der documenta dazu beigetragen, Deutschlands Kultur wieder an die internationale kulturelle Entwicklung anzuknüpfen. Insbesondere die erste documenta war auch eine gesellschaftliche Rehabilitation der im Dritten Reich als Entartete Kunst geschmähten Moderne und ihrer Künstler.
„Seine“ documenta wurde zum Synonym für Moderne Kunst und zur nachhaltig bedeutendsten Weltausstellung zeitgenössischer Kunst.
Seine Heimatstadt Kassel verdankt ihm viel. Er verhalf Kassel zu einer neuen kulturellen Identität und einer Zukunftsperspektive aus den Trümmern der Kriegszerstörung. Kassel hat sich 1999 dann zu Arnold Bode und seinem Vermächtnis bekannt und sich offiziell documenta-Stadt Kassel benannt.
Der Arnold-Bode-Preis der documenta-Stadt Kassel wird seit 1980, anfangs jährlich, seit 1987 alle zwei Jahre, immer aber in einem documenta-Jahr, an Künstler in „Anerkennung ihrer herausragenden Leistungen für die Kunst der Gegenwart“ verliehen.
Im September 2014 wurde die Walter-Hecker-Schule in Kassel in Arnold-Bode-Schule umbenannt.
„Hoffen wir, daß die Kunst: Malerei, Plastik, Dichtung, Theater, Musik, – die zweite Wirklichkeit – zur Lebens-Wirklichkeit wird, denn ohne sind wir arm, ganz arm. Unser Traum: wir hoffen – hoffen, daß wir leben, überleben und Kunst uns Glück bedeutet!“

## Auszeichnungen
- 1965: Goethe-Plakette des Landes Hessen
- 1974: Großes Verdienstkreuz der Bundesrepublik Deutschland.
- 1975: Kunstpreis der Europäischen Kunsthändlervereinigung und der IKI e.V
- 2015: Hessischer Kulturpreis (posthum)

## Schriften (Auswahl)
- Arnold Bode: Autobiographische Notizen. – Sonderdruck zum Tode Bodes; Kassel 1977.
- Dieter Westecker u. a. (Hrsg.): documenta-Dokumente: 1955–1968 – Vier internationale Ausstellungen moderner Kunst – Texte und Fotografien. Kassel 1972, ISBN 3-87013-007-5.
- Arnold Bode: Vorwort zum Katalog zur documenta 6: Band 1: Malerei, Plastik/Environment, Performance; Band 2: Fotografie, Film, Video; Band 3: Handzeichnungen, Utopisches Design, Bücher; Kassel 1977, ISBN 3-920453-00-X.
- Arnold Bode: War wieder eine großartige Ruine da... In: Kunstforum International. Band 21: „documenta 6“; Mainz 1977.
- Arnold Bode: ... ein Nachwort 72; im Katalog: documenta 5. Befragung der Realität – Bildwelten heute. Katalog (als Aktenordner) Band 1: (Material); Band 2: (Exponatliste); Kassel 1972, ISBN 3-570-02856-9.
- Arnold Bode: Vorwort zum Katalog zur documenta III. Internationale Ausstellung. Katalog: Band 1: Malerei und Skulptur; Band 2: Handzeichnungen; Industrial Design, Graphik; Kassel/Köln 1964.
- Arnold Bode: Vorwort zum Katalog zur IV. documenta. Internationale Ausstellung. Katalog: Band 1: (Malerei und Plastik); Band 2: (Graphik/Objekte); Kassel 1968.